# ［アパートメント:143］
『［アパートメント:143］』（原題：Emergo）は、2011年スペインで製作されたホラー映画。

## 概要
『［リミット］』で注目を集めたスペインの新鋭ロドリゴ・コルテスが脚本と製作を務めるホラー映画。監督は本作で劇場映画デビューとなるカルレス・トレンス。今作は家庭用ビデオカメラや赤外線カメラ、監視カメラで終始撮っているように見せるモキュメンタリー映画。

## あらすじ
数ヵ月前に妻を亡くして以来、ポルターガイストに悩まされていた２人の子どもと暮らすアラン・ホワイトは、原因究明のため、科学の力で怪奇現象を研究するチームに調査を依頼する。調査のためアランのアパートにたどり着いた調査チームはその家の恐るべき怪奇現象と、隠された秘密を知っていく。

## キャスト
アラン・ホワイト
出演：カイ・レノックス/吹き替え：土田大
数ヶ月前に妻シンシアに先立たれて以来、怪奇現象にあっている。新たに越してきたアパートメントにも1、2週間すると同じような現象が起き始めた為、Dr.ヘルザーのチームに調査を依頼する。シンシアが亡くなってから、長女のケイトリンに毛嫌いされている。
ケイトリン・ホワイト
出演：ジーア・マンテーニャ/吹き替え：清水理沙
ホワイト家の長女。母シンシアが亡くなってから、母の死は父であるアランに原因があると思っている。その為、アランが調査を依頼したDr.ヘルザーたちに対しても懐疑的である。次男に対しては優しく接する一面も持つ。
Dr.ヘルザー
出演：マイケル・オキーフ/吹き替え：星野充昭
精神科医でもあり、科学の力で超常現象を解明している科学者。これまでに幾度も超常現象や霊の類と対峙し、それらを抑えてきた実績を持つこの道のプロ。超常現象と対峙してきた経験から、何が起こっても冷静で怯むことのないチームのリーダー。
エレン・キーガン
出演：フィオナ・グラスコット/吹き替え：坂井恭子
自称ゲートキーパーを名乗る、Dr.ヘルザーの助手。Dr.ヘルザーとの付き合いも長く、彼からの信頼も厚い。頭脳明晰だが、冗談も言うような人情味ある女性。
ポール・オルテガ
出演：リック・ゴンザレス/吹き替え：岩崎正寛
チームの中ではまだまだ新米の撮影兼科学技術担当の青年。新米であるため、緊張しているようにも見えるが、調査中にエレンを茶化すような一面も持つ。
霊媒師ヘーゼルタイン
出演：フランセスク・ガリード/吹き替え：江藤博樹
霊界と通信を行うことができる名高い霊媒師。ホワイト一家に憑く霊と交信するため招聘される。
ベニー・ホワイト
出演：ダミアン・ロマン/吹き替え：合田絵利
ホワイト家の次男。まだ幼く事態をそこまで深く捉えてはいない。この事態にベニーは関係ないと判断され、母方の祖父に預けられることになる。

## 公開
アメリカでの公開は1館での一週間のみの限定公開となった。

### 受賞・ノミネート
映画の予告動画や宣伝ポスター、映画予告用のテレビCMなどを評価するw:Golden Trailer AwardsのBest Horror Poster部門においてノミネートされた。